# A15 (motorväg, Italien)
A15 är en motorväg i Italien som går mellan Parma och La Spezia.